# Sceau du gouvernement du Japon

Une version du sceau du paulownia employé par le gouvernement du Japon.

Le sceau est utilisé dans l'emblème officiel du Premier ministre japonais.

Le sceau du gouvernement du Japon, aussi appelé sceau du paulownia (桐紋, kirimon) ou sceau de la fleur de paulownia (桐花紋, tōkamon), est un mon ou emblème utilisé par le Cabinet du Japon sur les documents officiels. Une version est utilisée comme emblème officiel du bureau du Premier ministre du Japon. Elle ressemble à une représentation stylisée de fleur de paulownia avec 5-7-5 fleurs. C'était l'emblème du clan Toyotomi.
Le go-shichi no kiri (littéralement « paulownia de 5-7 »), comme il est encore appelé, représente les représentants démocratiquement élus du gouvernement, par opposition avec le chrysanthème du sceau impérial du Japon, qui représente l'empereur du Japon, symbole de la souveraineté de l'État.